# Уолч, Кэролайн
Кэ́ролайн Уолч (англ. Caroline Walch, род. 17 июня 1961 года) — английская бильярдистка. Играет в снукер, пул и английский бильярд.

## Карьера
Кэролайн Уолч начала спортивную карьеру в 1983. Через несколько лет она вошла в топ-16 женского снукерного рейтинга, и не выбывала оттуда на протяжении почти 15 лет. В 1985 Уолч стала победительницей турнира Brean Sands Ladies, финалисткой чемпионата Великобритании и полуфиналисткой чемпионата мира (через год она снова достигла 1/2 финала ЧМ). В 1991 году впервые сыграла в составе сборной Англии (турнир Home Internationals), и не проиграла на том соревновании ни одного матча. Ранее в том же году Уолч в паре с Джимми Уайтом дошла до финала World Masters (микст), но проиграла Стиву Дэвису и Эллисон Фишер, 3:6.
Кэролайн была также участницей первой снукерной команды, состоящей только из женщин (команда играла в лиге Фелтхэма). Позже она на время отошла в игровой карьеры, уделив всё своё внимание ребёнку, но затем продолжила выступать в туре WLBSA. В 2000 Уолч стала финалисткой чемпионата мира по английскому бильярду, в 2003 — чемпионата мира по снукеру среди ветеранов. В 2005 она достигла 1/8 финала чемпионат Европы по «девятке».
Кэролайн Уолч является одним из немногих игроков, которым удавалось побеждать Эллисон Фишер и Келли Фишер в официальных турнирах. Эллисон она обыграла в 1984-м на Berkshire Classic, Келли — в 2000-м на мировом первенстве по бильярду.